# Замок Короні
Замок Короні — венеційський замок, побудований на мисі Акритас, на південному краю Мессінської затоки півострова Пелопоннес (Греція) у XIII столітті на місці візантійської фортеці та стародавнього акрополя Айсіні (за Гомером — одне з семи міст, які Агамемнон запропонував Ахіллу, щоб полегшити його гнів).

## Назва
Короні отримав назву від мідної монети (куруни), виявленої під час копання фундаментів для його стін. Згідно з іншою версією, його перший мешканець, Епіміліди був з Коронії, Беотія, та дав йому ім'я своєї батьківщини, яку місцеві жителі змінили на Короні.

## Історія

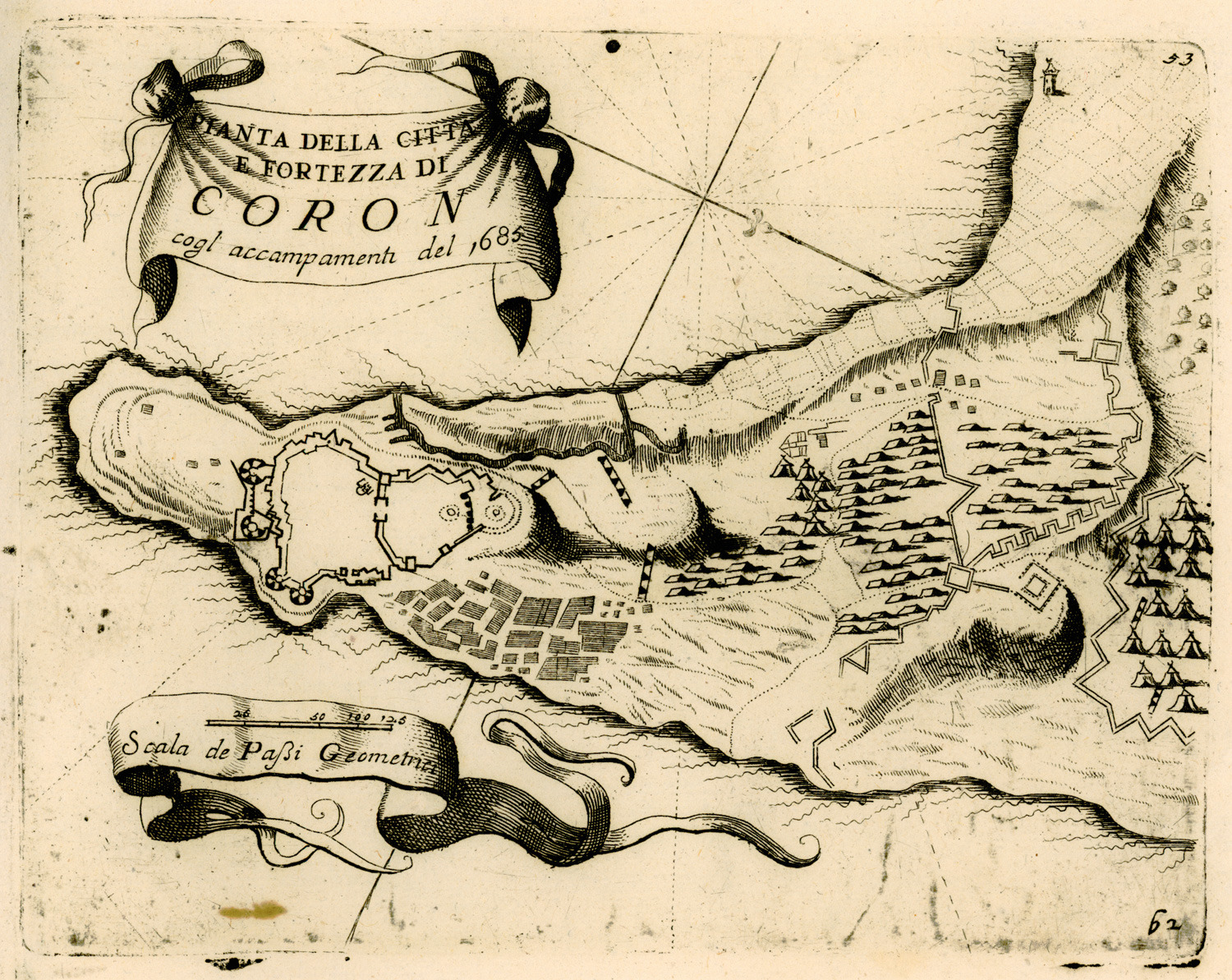
Місто та фортеця Корон на карті Коронеллі Вінченцо 1688 року

Замок побудований венеційцями на укріпленнях візантійської фортеці, побудованої в VI — VII ст. нашої ери та розсташований на східному узвишші від сучасного міста Короні.
Після падіння Константинополя в результаті Четвертого хрестового походу у 1204 р., його окупував венеційський флот і перетворив порт міста на базу обслуговування суден, які отримували тут харчі та необхідну допомогу, тож місто стало венеційською колонією. В італійських та європейських джерелах того часу Корооні отримало назву Корон (Koron). 1205 р. місто формально увійшло в склад Ахейського князівства та стало процвітати на торгівлі кохінеалом (червоний барвник), шовком та як перевалочний пункт на дорозі паломників до Святої Землі.
У 1209 році Жоффрей де Віллардуен офіційно передав Корон венеційцям. Упродовж сторіччя венеційці зробили капітальну реконструкцію, укріплення стін та розширення замку. Так, до східної частини замку було додано великий корпус, а до його північно-східної частини було додано подвійний напівкруглий бастіон.
Каштеляни замків Корон та Модон, окрім управління самими замками, також спільно з міською радою займалися плануванням та формуванням конвоїв венеційських торгових суден, які могли йти далі на схід за Корон та Модон в лише в складі спільного конвою у супроводі військових венеційських кораблів, які захищали торгові судна від нападу генуезців та піратів в середині XIV століття.
Османи у 1337 році кілька раз намагались захопити замки Корон та Метон, які вважалися «очима Венеції» в цій частині Середземномор'я, після чого Венеційська республіка погодилася сплачувати їм данину.
Врешті, під час другої Османсько-венеційської війни (1499—1503), в результаті перемоги османського флоту на чолі з адміралом Кемаль-реїсом над венеційською ескадрою в морської битви при Модоні, у 1500 році місто і замок були захоплені османами.
У 1532 році імператор Карл V доручив генуезькому адміралу Андреа Доріа здійснити морський напад на османські фортеці на узбережжі Мореї (Пелопонесу) та Епіру в якості відволікання уваги османів від військових дій проти габсбурзької Австрії в Угорщині. Флот Андреа Доріа спромігся завоювати стратегічні порти в Коринфській затоці — Патрас і Лепанто, а також захопив Корон і спустошив його околиці.
У відповідь навесні 1533 року османський султан Сулейман Пишний відправив 60 галер, щоб повернути собі місто. Вони заблокували гавань, але були розгромлені генуезьким флотом на чолі з адміралом Доріа, що підкреслило слабкість тогочасного османського флоту. Це переконало Сулеймана влітку 1533 року запропонувати очолити османський флот упішному берберському корсару і бейлербею Алжира Хізиру Барбароссі. Проте Барбаросса зміг підготувати новий османський флот з 70 галер і вийти з ним в море лише в липні 1534 року. Ще до виходу флоту Барбаросси в море, Сулейман направив сухопутну армію на чолі з Ях'я-Пашазаде Мехмед-беєм, якому вдалось відвоювати усі захоплені Доріа міста. Зокрема, сухопутна армія успішно здійснила облогу Корона, змусивши його капітулювати 1 квітня 1534 року. На умовах капітуляції іспанському гарнізону було дозволено залишити місто неушкодженим і відпливти в Італію.
У 1582 році замок містив 300 християнських та 10 єврейських дворів, тоді як мусульманське населення було обмежене чиновниками та гарнізоном у складі 300 воїнів, який, як вважається, залишався постійним протягом усього османського періоду.
Османи укріпили південно-східну сторону замку, додавши два кругові бастіони.

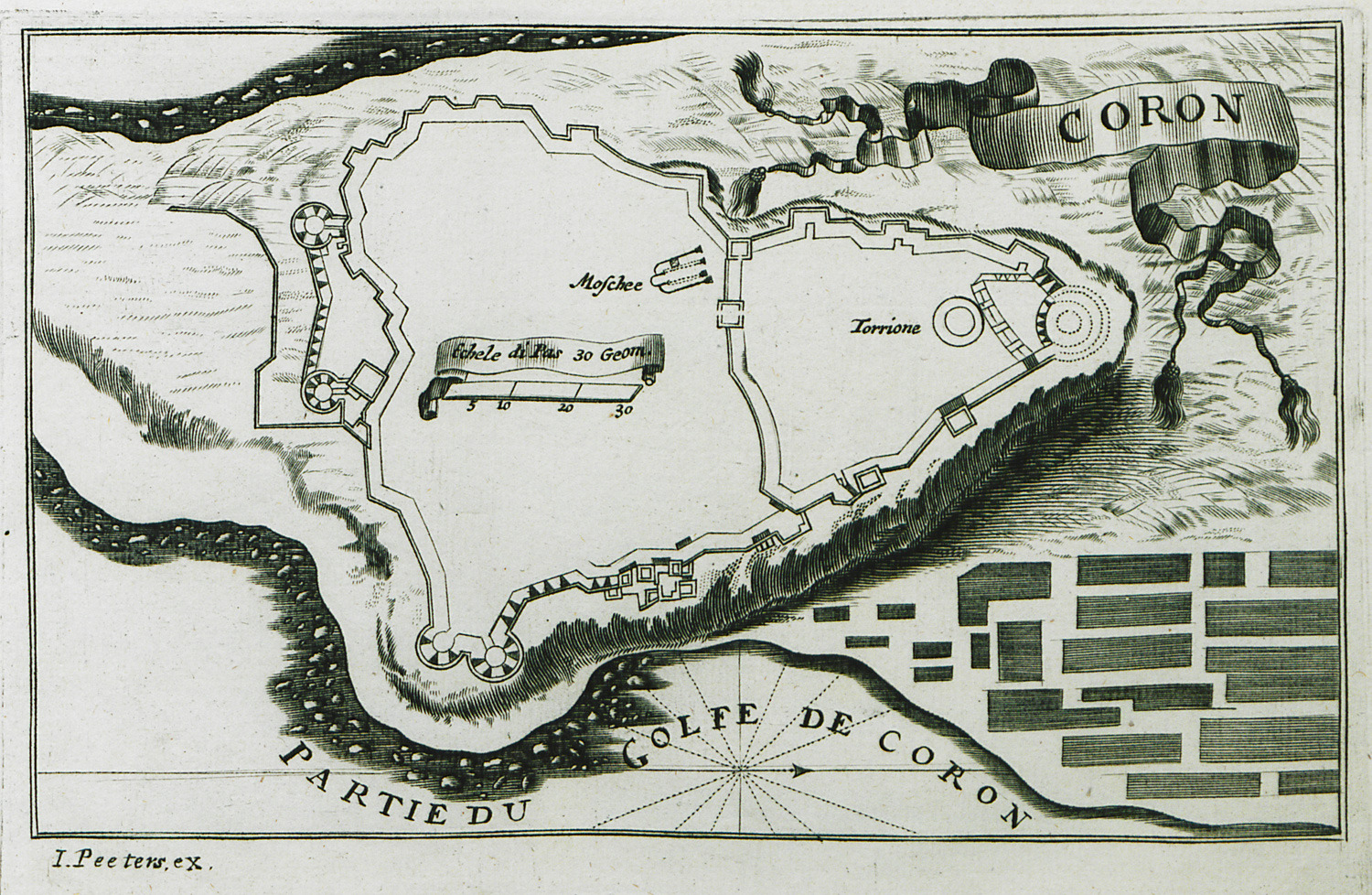
Замок на карті 1690 р.

У 1685 році венеційський флот на чолі з адміралом Франческо Морозіні захопив Корон і місто перебувало під контролем Венеційської республіки до 1715 р. В цьому році по результатам мирної угоди Корон був повернутий венеційцями османам. Замок зазнав серйозних пошкоджень після обстрілів в 1770 р.
Протягом XVIII століття замок занепав, але він продовжував експортувати шовк та оливкову олію. До 1770-х років там діяли чотири французькі купецькі будинки. До 1805 року англійський мандрівник Вільям Мартін Лік повідомив, що торгівля припинилася, та що порт пропонував лише «незахищене кріплення» і що гарнізон яничарів знущався над місцевим населенням.
В ході грецької революції грецькі повстанці не змогли захопити місто-замок, яке проте після Наваринської битви звільнив у 1828 році французький маршал Ніколя Джозеф Мезон.
Наприкінці XIX століття місто та замок поступово спустіли через прихід іммігрантів, які потрапили в цей район. Ті, хто вирішив залишитися в цьому районі, жили біля стін замку, на пагорбі над портом і уздовж пляжу.

## Залишки споруд замку та інших будівель

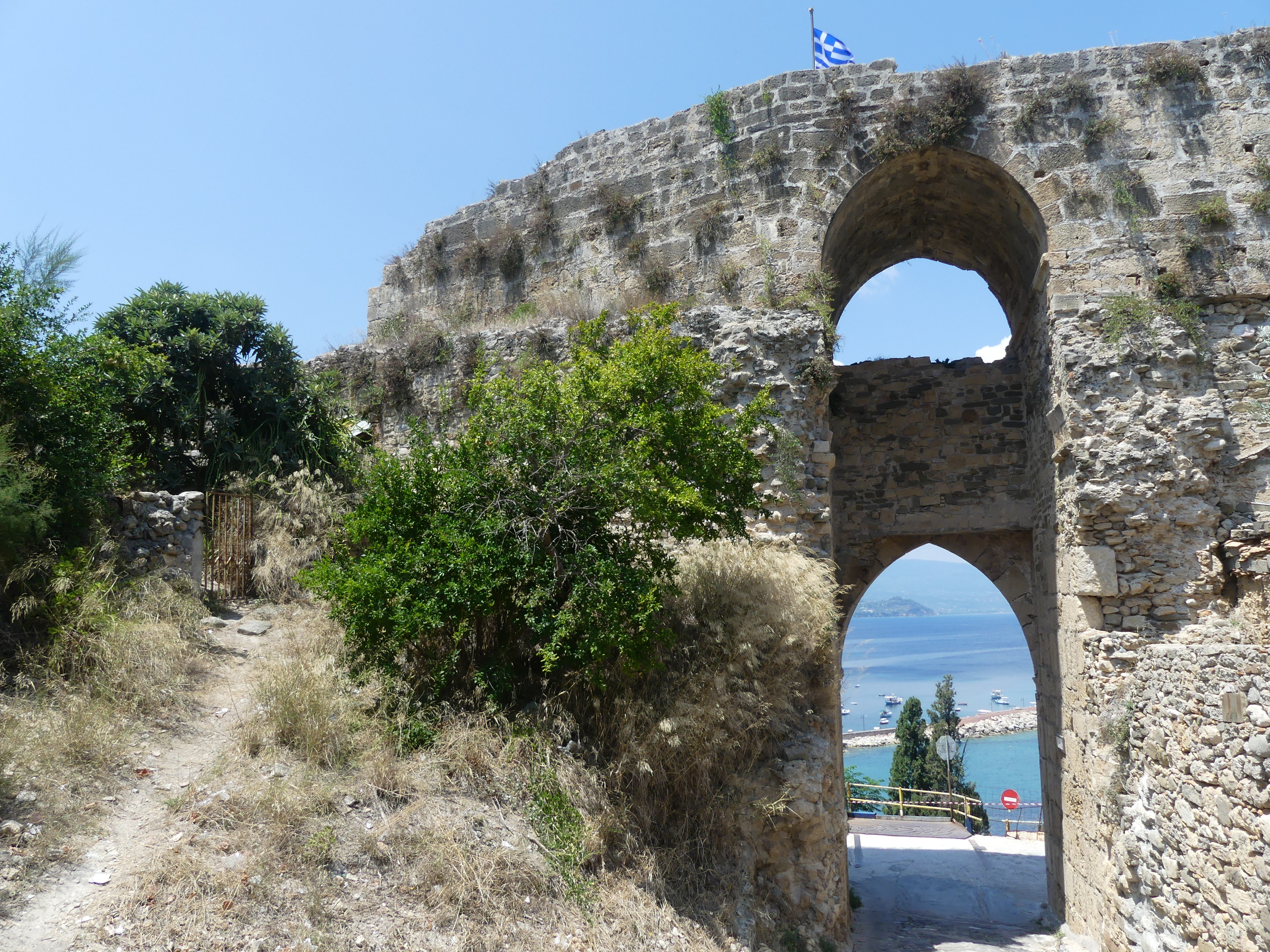
Вхід в замок

Замок є майже трикутний, по його периметру розташовані квадратні вежі та сховища для пороху. Бастіон в північній частині замку був підірваний німцями під час Другої світової війни.

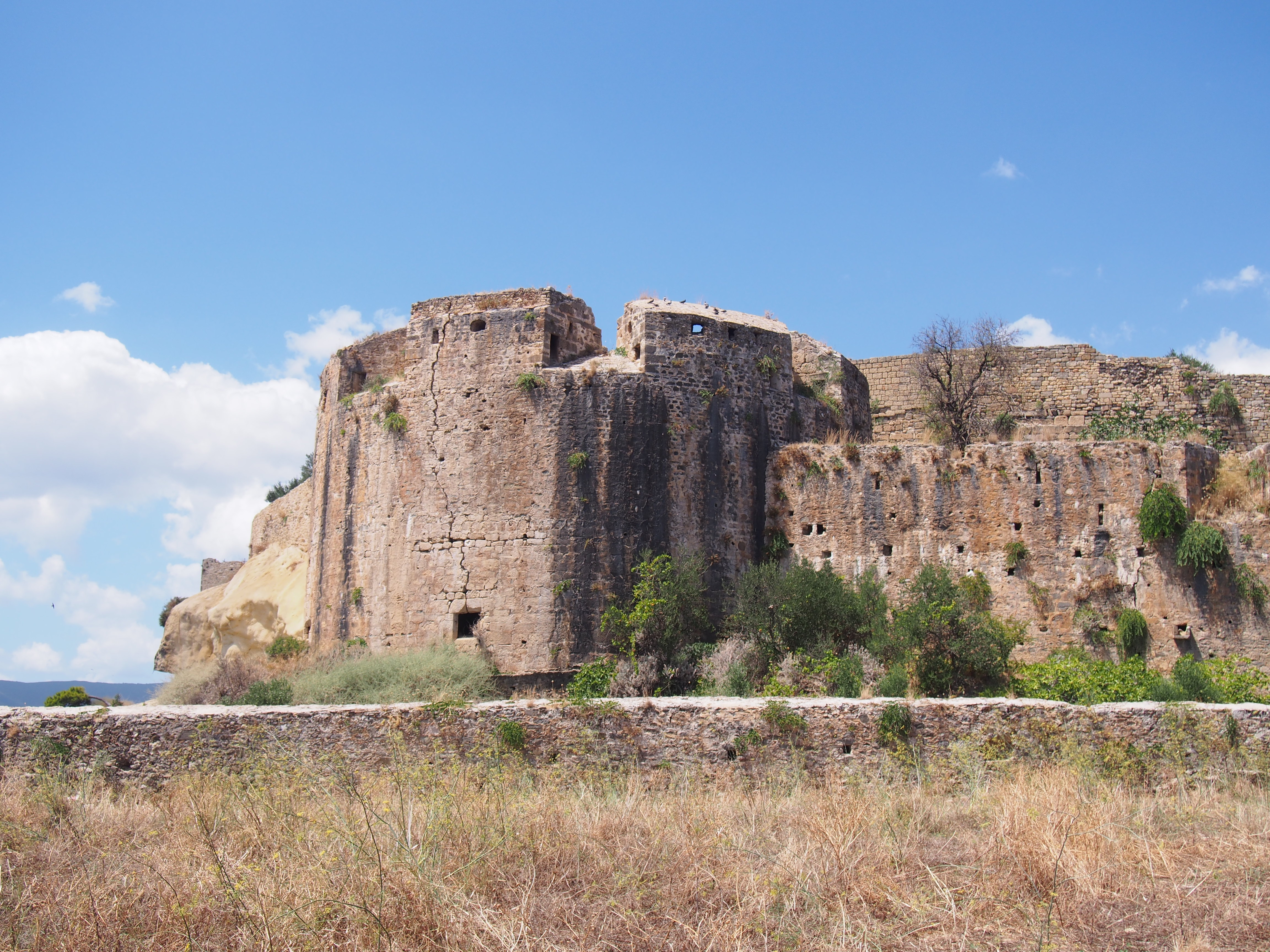
Один з бастіонів замку

Головний вхід, ворота замку Короні, розташований на великій квадратній конструкції укріплень, верхівка нижньої її частини закінчується загостреною аркою. У найвищій точці входу, була кімната для охорони воріт та лукоподібний отвір. В період розквіту перед входом в замок були розташовані пропілеї з пілястрами обабіч, який зберігся до грецької революції. А над входом в замок розташовувалося рельєфне зображення Лева св. Марка.
На території замку розташовано:
- Візантійська церква Святої Софія у формі тринавної базиліки з колонадами, збудована на руїнах стародавнього храму, присвяченого Аполлону, та давньохристиянського храму.
- Церква святого Хараламбоса (спочатку присвячена святому Рокко). Одноповерхова церква з дерев'яними дахом, побудована на початку другого періоду правліянн венеційців. Спочатку це була католицька церква, потім мечеть, а наразі — православний храм.[11]
- Церква Panaghia Eleistria. Це одноповерхова церква з дерев'яним дахом, присвячена покровительці міста[10], датована 1900 роком.[4]
- венеційські цистерни;[3]
- руїни турецької лазні;[3]
- Ресалто — мармуровий стовп на згадку про загиблих 28 лютого 1824 року греків, які намагалися захопити замок у османів, але загинули[3].